# Blakhernai Szűz Mária-templom (Berat)
A Blakhernai Szűz Mária-templom (albán  Kisha e Shën Mëri Vllahernës) a 13. században késő bizánci stílusban épült görögkeleti templom az albániai Berat 2008 óta világörökségi védelmet élvező történelmi városrészében. A templom a berati várnegyed legrégebbi temploma, amely a belső vár északnyugati fertályán futó zegzugos utcák egyikében található. A templom északnyugati falánál helyezték el Szent Konstantin nagy méretű mellszobrát.

## Története
A 13. században épült templom a város három legrégebbi fennmaradt templomának egyike, nagy valószínűséggel a legrégebbike (a másik kettő a Szentháromság- és a Szent Mihály-templom). A hagyomány szerint a beratiak hálából építették a templomot azt követően, hogy 1281-ben a vár felszabadult a szicíliai I. Károly seregének ostroma alól. A régészeti feltárások során a falak mellől előkerült pilaszter és oszlopfő arra utalnak, hogy a helyén korábban egy 5–6. században épített ókeresztény kolostor és kertje állt. A templom eredetileg oszlopos alátámasztású, dongaboltozatos kupolaszerkezete a 16. században megsérült, ezt a század második felében nyeregtetővel váltották fel. Kevéssel később, 1578-ban készítette a templom mai napig látható freskóit Nikollë Onufri.
1948-ban a templom műemléki védelemben részesült, 1971-ben védettségét megerősítették, 1978-ban pedig teljes egészében felújították.

## Leírása
A 13. századi Vlakhernai Szűz Mária-templom a késő bizánci építészetre jellemzően görögkereszt-alaprajzú, egy narthexből (előcsarnok), egy közelítően négyszögletes naoszból (gyülekezeti tér), valamint egy keleti tájolású adütonból (szentély) áll. A szokatlanul magas felmenő falakat számos kis ablaknyílás tagolja, a falszerkezetet váltakozó kő- és téglasávok (ún. cloisonné-technika) jellemzik. A narthex alatt egy esővízciszterna húzódik, amely ostrom idején a vár lakóit látta el vízzel.
A naosz kőpadlóján gyémánt- és háromszögmotívumokból összeállított, feltehetően 16. századi mozaik látható. A templom belső terének freskói kimagasló képzőművészeti értéket képviselnek, amelyeket a nagy albán ikonfestő, Onufri fia, Nikollë Onufri készített 1578-ban. A belső tér négy falát összesen hat képmezőre osztotta, s ezekben különféle bibliai vagy a Blakhernai Szűz Mária tiszteletéhez kapcsolódó jeleneteket csoportosított az alábbiak szerint.
- Első képmező: Jézus a mennyei trónon, a prófétáktól körbevéve, akik közül Mózes és Illés felismerhető.
- Második képmező: a próféták csoportja.
- Harmadik képmező: Jézus szenvedéstörténetének egyes állomásai; a Blakhernai Szűz Mária egy írótáblával kezében; V. Abgarus edesszai fejedelem Jézus képmásával; a nap és a hold; Ezékiel látomásai; Jézus születése; Szűz Mária látogatása Erzsébetnél; a kisded Jézus bemutatása a jeruzsálemi templomban; Jézus megkeresztelése; Jézus színeváltozása; Szent Lázár feltámadása; Jézus bevonulása Jeruzsálembe; az utolsó vacsora; a keresztre feszítés és a levétel a keresztről.
- Negyedik képmező: Márk, Máté, János és Lukács evangélisták; Hitetlen Tamás; Jézus megjelenik az emmauszi úton; Jézus megjelenik Mária Magdolnának; bénák és vakok csodás meggyógyításának jelei; Szűz Mária születése és halála; Iskarióti Júdás árulása; az irgalmas szamaritánus; a Szentlélek pünkösdi alászállása.
- Ötödik képmező: szentek mandorlában.
- Hatodik képmező: Jézus meggyógyítja a bénát; Oszlopos Szent Simeon; Mürai Szent Miklós; apostolok és egyházatyák; Szent Cyriacus; Szent Borbála; Remete Szent Antal; Nagy Szent Euthümiosz; Sztüdita Szent Theodórosz; Amaszeai Szent Theodórosz; Theodórosz Sztratélátész; Szent Konstantin és Szent Ilona a Szent Kereszttel; Szent Pantaleon; Szent Damján és Szent Kozma; Szent Demeter; Szent György.